# Средња Добрава
Средња Добрава (словен. Srednja Dobrava) је насељено место у општини Радовљица, Горењска регија, Словенија.

## Историја
До територијалне реорганизације у Словенији била је у саставу старе општине Радовљица.

## Становништво
У попису становништва из 2011. године, Средња Добрава је имала 134 становника.
| Број становника према пописима | Број становника према пописима | Број становника према пописима |
| ------------------------------ | ------------------------------ | ------------------------------ |
| 1991                           | 2002                           | 2011                           |
| 124                            | 112                            | 134                            |

## Галерија
- Добравска домаћинства, колаж
- межнарија